# 劉浹
劉浹（1531年—1568年），字宗說，江西南昌府南昌縣人，民籍，明朝政治人物。

## 生平
嘉靖四十三年（1564年）甲子科江西鄉試第五十六名舉人，隆慶二年（1568年）中式戊辰科會試第一百八十二名，三甲第一百二十一名進士。甫释褐而没，妻子周氏守节，抚养次子劉定國，课以经术，中萬曆戊戌進士，官至南京工部尚書。

## 家族
曾祖劉玉章；祖父劉大源；父劉萬標，母熊氏；繼母王氏。慈侍下。兄劉浩、劉滸、劉湋。